# In the Flesh Live
In the Flesh Live – dwupłytowy album – zapis z trzyletniej trasy „In the Flesh Tour” – Rogera Watersa. Nagrane zostało również DVD z tym samym tytułem, wydane w 2006 roku. Większość materiału została zaczerpnięta z koncertu w Rose Garden Arena in Portland w Oregonie 27 czerwca 2000.
Zapis wideo uzyskał w Polsce certyfikat złotej płyty DVD.

## Lista utworów
Oprócz wskazanych wszystkie piosenki napisane, skomponowane i zaśpiewane przez Rogera Watersa

### CD 1
1. „In the Flesh” – 4:41
2. „The Happiest Days of Our Lives” – 1:34
3. „Another Brick in the Wall, Part II” – 5:53
4. „Mother” – 5:37
5. „Get Your Filthy Hands Off My Desert” – 0:56
6. „Southampton Dock” – 2:15
7. „Pigs on the Wing, Part 1” – 1:18
8. „Dogs” (Waters/Gilmour) – 16:26
9. „Welcome to the Machine” – 6:57
10. „Wish You Were Here” (Gilmour/Waters) – 4:54
11. „Shine On You Crazy Diamond, Pts. 1–8” (Gilmour/Waters/Wright) – 14:42
12. „Set the Controls for the Heart of the Sun” – 7:15

### CD 2
1. „Breathe (In the Air)” (Gilmour/Waters/Wright) – 3:22
2. „Time” (Gilmour/Mason/Waters/Wright) – 6:24
3. „Money” – 6:11
4. „Pros and Cons of Hitch Hiking, Part 11 (5:06 AM – Every Strangers' Eyes)” – 5:19
5. „Perfect Sense (Parts 1 and 2)” – 7:26
6. „The Bravery of Being Out of Range” – 5:05
7. „It's a Miracle” – 8:12
8. „Amused to Death” – 9:24
9. „Brain Damage” – 4:07
10. „Eclipse” – 2:18
11. „Comfortably Numb” (Gilmour/Waters) – 8:10
12. „Each Small Candle” – 9:18

## Wykonawcy
- Roger Waters – gitara basowa, gitara akustyczna, gitara rytmiczna, śpiew.
- Doyle Bramhall II – gitara, śpiew.
- Andy Fairweather Low – gitara, gitara basowa, śpiew.
- Snowy White – gitara.
- Andy Wallace – instrumenty klawiszowe, organy Hammonda.
- Jon Carin – instrumenty klawiszowe, gitara, śpiew.
- P.P. Arnold – śpiew.
- Katie Kissoon – śpiew.
- Susannah Melvoin – śpiew.
- Graham Broad – perkusja.
- Norbert Stachel – saksofon.

## Pozycje na listach
| Lista | Kraj   | Pozycja |
| ----- | ------ | ------- |
| OLiS  | Polska | 33      |